# Bagno (immersione del corpo)

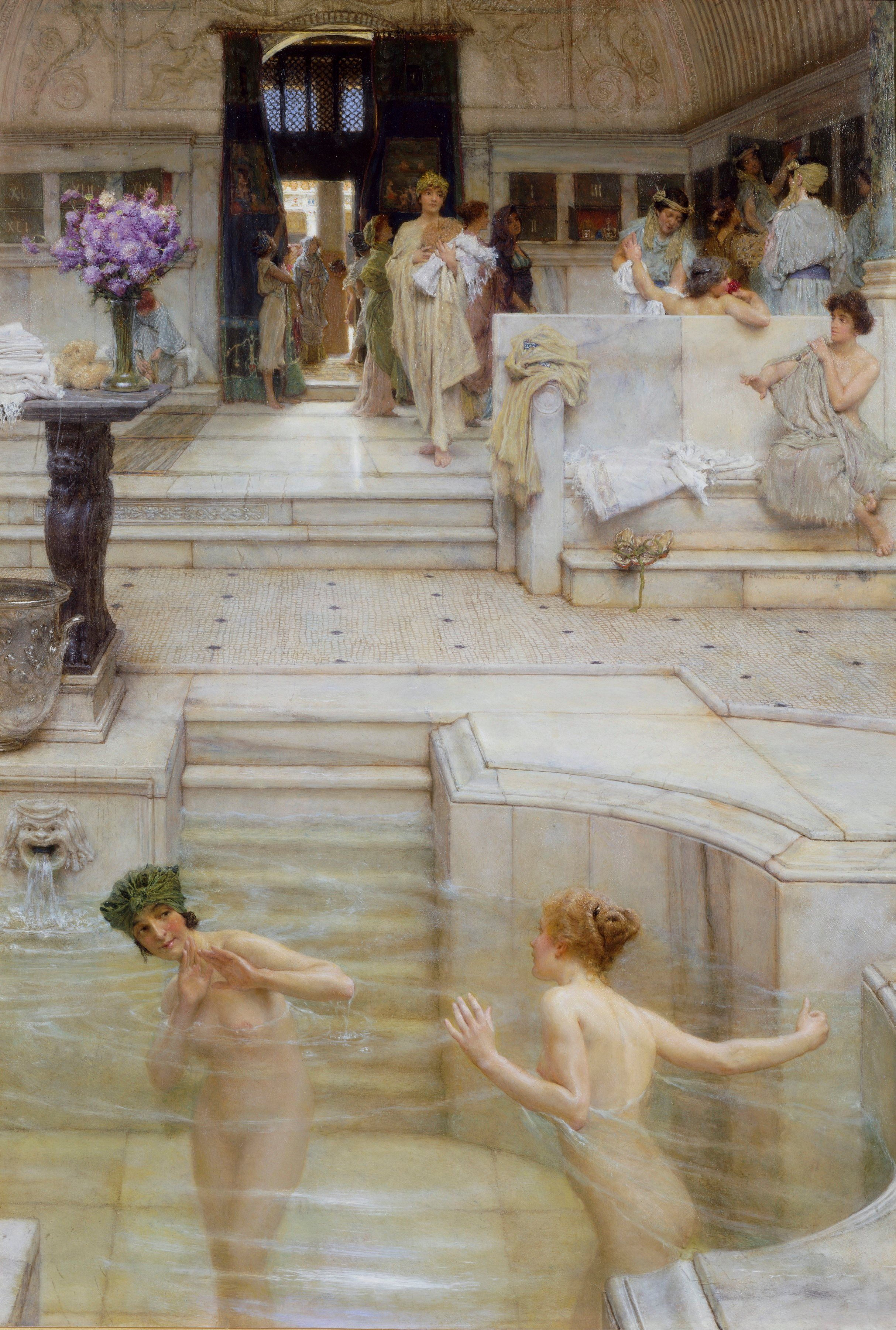
Dipinto di Lawrence Alma-Tadema (1836–1912)

Il bagno, o fare il bagno, è l'immersione del corpo in acqua o in una soluzione acquosa a scopi igienici, terapeutici, rituali (abluzione) o ricreazionali. Il bagno può essere praticato ovunque ci sia presenza di acqua, in una vasca da bagno, così come in acque delimitate, laghi o in mare.

## Storia

### Antichità
Il bagno nell'antica Cina può essere fatto risalire alla dinastia Shang di 3000 anni fa (1600-1046 a.C.). I reperti archeologici delle rovine di Yin testimoniano di pratiche di bagni rituali praticati dai reali della dinastia Shang; sono stati rinvenuti un calderone per far bollire l'acqua e calderoni più piccoli per prelevarla e riversarla in un bacino, raschietti per la pelle per rimuovere lo sporco e la pelle morta. A Xi'an si possono ammirare sontuosi bagni imperiali piastrellati risalenti al IV secolo a.C., collegati ad un sistema fognario. L'importanza dell'uso del bagno crebbe durante la dinastia Han (206 a.C. - 220 d.C.), quando stanze da bagno erano integrate nei palazzi imperiali, come il palazzo Abang, e un funzionario incaricato della toeletta.

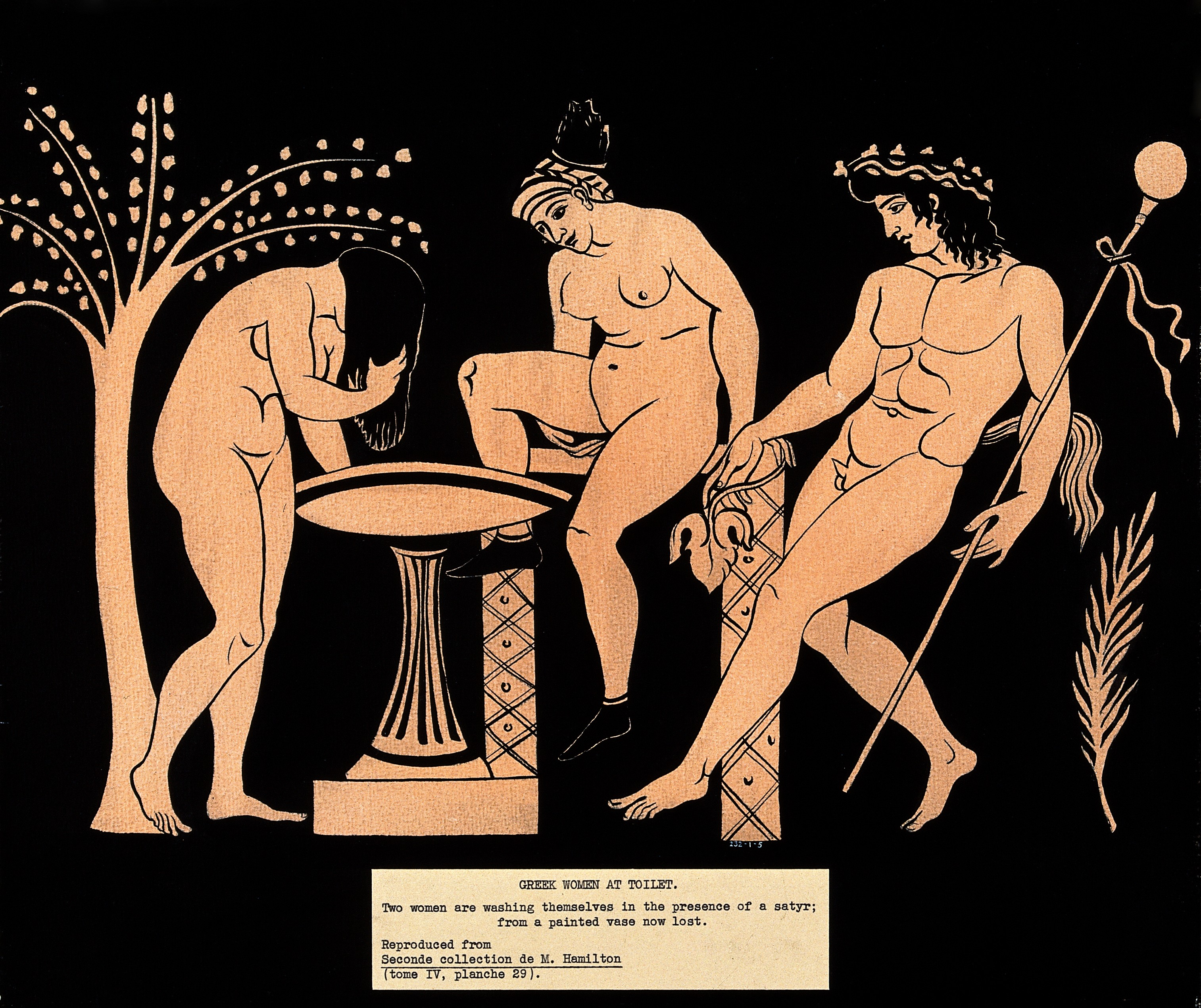
Riproduzione di un vaso greco, con due donne bagnandosi e un satiro che le osserva.

### Antica Grecia
Nella Grecia antica si utilizzavano piccole vasche da bagno, lavabi e pediluvi per la pulizia personale. I primi ritrovamenti di vasche da bagno risalgono alla metà del II millennio a.C. nel complesso del palazzo di Cnosso, a Creta, e alle lussuose vasche in alabastro scavate ad Akrotiri, a Santorini. Nel periodo Cipriota Tardo (1550-1050 a.C.), sono comuni le stanze da bagno, i servizi igienici e le infrastrutture per lo scarico d'acqua, presenti soprattutto nelle abitazioni in un contesto urbano (Enkomi, Cizio, Kalavassos-Haghios Dimitrios, Pyla-Kokkinokremos, Maa-Paleocastro).
In Omero, la parola "vasca da bagno", asaminthos (ἀσάμινθος), ricorre undici volte. Il termine si ritrova nel miceneo (a-sa-mi-to) e indica un tipo di recipiente che si poteva trovare in qualsiasi palazzo; questo termine in Lineare B deriva da un suffisso egeo -inth- aggiunto a una parola accadica con la radice namsû ("lavatoio", "vasca per lavare"). Questo lussuoso oggetto della cultura micenea è stato quindi chiaramente preso in prestito dal Vicino Oriente. In seguito i Greci istituirono bagni e docce pubbliche all'interno dei ginnasi per il relax e l'igiene personale.

### Antica Roma
Nella Roma antica venne sviluppata una rete di acquedotti per rifornire d'acqua tutte le grandi città e i centri abitati e furono installati impianti idraulici per uso domestico, con tubature che terminavano nelle case, presso i pozzi e le fontane pubbliche. I bagni pubblici romani erano chiamati thermae. Le terme non erano semplici bagni, ma importanti opere pubbliche che fornivano strutture per molti tipi di esercizio fisico e abluzioni, con bagni freddi, caldi e tiepidi, sale per l'istruzione, la lettura e il dibattito. Con la caduta dell'Impero Romano, il sistema di acquedotti cadde in rovina e in disuso. Ma anche prima, durante la cristianizzazione dell'Impero, il cambiamento della morale pubblica portò le terme ad essere meno frequentate.

Onna yu (女湯) di Torii Kiyonaga

### Giappone medievale
In Giappone, prima del VII secolo, era probabile che i giapponesi facessero il bagno nelle numerose sorgenti all'aperto, dato che non ci sono tracce di stanze chiuse adibite a quell'uso. Già nel 297, il Libro degli Wei menziona i bagni rituali praticati dai giapponesi. Tra il VI e l'VIII secolo (ossia nei periodi Asuka e Nara) i giapponesi acquisirono il buddismo dalla Cina, influenzando fortemente la cultura dell'intero paese. I templi buddisti includevano tradizionalmente un bagno (yuya) per i monaci. In virtù del principio di purezza sposato dal buddismo, questi bagni vennero aperti al pubblico; solo i più ricchi disponevano di bagni privati.
Il primo bagno pubblico in Giappone fu menzionato nel 1266. A Edo (l'odierna Tokyo), il primo sentō fu fondato nel 1591. I primi bagni di vapore erano chiamati iwaburo (岩風呂 "piscine di roccia") o kamaburo (釜風呂 "bagni di fornace"). Questi erano costruiti in grotte naturali o in strutture con volte di pietra. Furono infine aboliti nel 1870 per motivi igienici e morali: siccome non c'era distinzione di genere, l'oscurità che regnava in questi bagni poteva favorire i contatti sessuali.

### Mesoamerica
Le cronache spagnole descrivono le abitudini balneari dei popoli mesoamericani durante e dopo la conquista. Bernal Díaz del Castillo, nella sua Historia verdadera de la conquista de la Nueva España, descrive l'imperatore azteco Montezuma come "...molto ordinato e pulito, faceva il bagno ogni giorno nel pomeriggio...". Il bagno non era riservato alle élite, ma era praticato da tutto il popolo; il cronista Tomás López Medel scrisse, dopo un viaggio in America centrale, che "il bagno e l'abitudine di lavarsi sono così quotidiani (comuni) tra gli indiani, sia delle terre fredde che di quelle calde, così come il mangiare, e questo viene fatto nelle fontane, nei fiumi e in altre acque a cui hanno accesso, senza altro che acqua pura...".

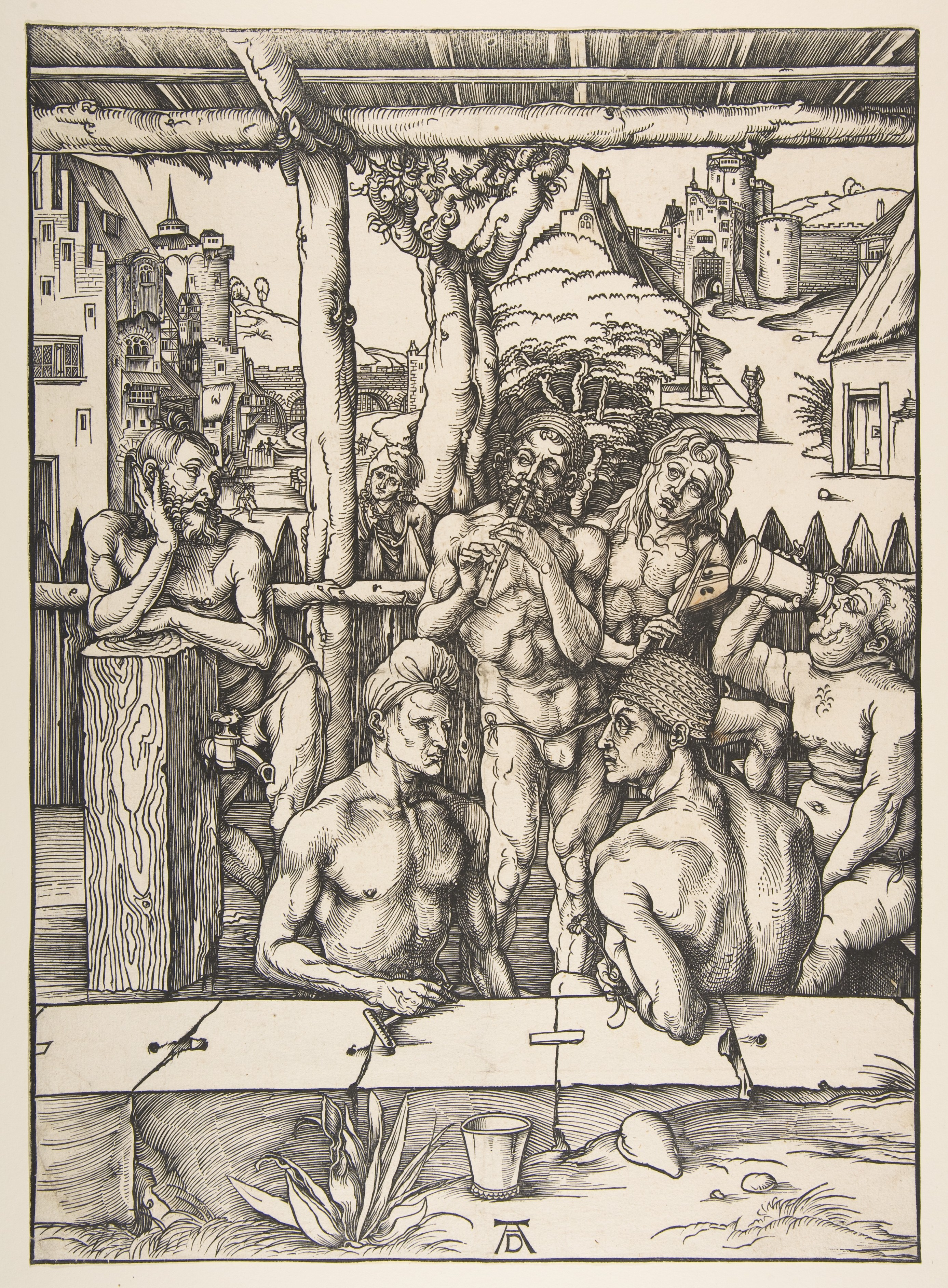
Il bagno pubblico, di Albrecht Dürer

Il bagno in Mesoamerica, noto come temazcal in spagnolo, dalla parola nahuatl temazcalli (composta da temaz, "vapore", e calli, "casa"), consiste in una stanza, spesso a cupola, con un focolare esterno chiamato texictle. Questo riscalda una piccola porzione in rocce vulcaniche di una parete della stanza, sulla quale vi si versa sopra dell'acqua per produrre vapore, un'azione nota come tlasas. Quando il vapore si accumula nella parte superiore della stanza, un responsabile usa un ramo per dirigere il vapore verso i bagnanti sdraiati a terra, con il quale poi li massaggia; poi i bagnanti si strofinano con una piccola pietra piatta di fiume e infine il responsabile introduce dei secchi con acqua con sapone ed erba usati per sciacquarsi. Questo bagno aveva anche un'importanza rituale, ed era vincolato alla dea Toci e aveva una valenza terapeutica quando si usavano erbe medicinali nell'acqua per le tlasas.

### Europa
Nonostante la denuncia delle piscine romane miste da parte del clero paleocristiano, ciò non ha impedito alla Chiesa di esortare i suoi seguaci curare la propria igiene, così come agli abitanti delle città medievali di recarsi nelle strutture pubbliche realizzate dagli antichi Romani ancora in funzione per fare il bagno. Queste pratiche hanno contribuito all'igiene e alla buona salute secondo i Padri della Chiesa, Clemente di Alessandria e Tertulliano.
La Chiesa costruì anche strutture balneari pubbliche, separate per entrambi i sessi, vicino ai monasteri e ai luoghi di pellegrinaggio; inoltre, i papi collocarono i bagni all'interno delle basiliche e dei monasteri fin dall'inizio del Medioevo. I bagni pubblici erano comuni nelle grandi città come Parigi, Ratisbona e Napoli. Gli ordini religiosi cattolici degli Agostiniani e dei Benedettini avevano regole per la purificazione rituale, e, ispirati da Benedetto di Nursia, incoraggiavano la pratica del bagno terapeutico; i monaci benedettini svolsero un ruolo nello sviluppo e nella promozione dei bagni pubblici. Anche il protestantesimo ebbe un ruolo di primo piano nello sviluppo delle terme britanniche.
Nel Medioevo, il bagno si svolgeva comunemente nei bagni pubblici o in fiumi e sorgenti nelle aree rurali. I bagni pubblici erano anche luoghi di prostituzione, il che creò una certa opposizione. I nobili facevano il bagno di acqua calda in casa, probabilmente in camera da letto, poiché le stanze da bagno non erano comuni. Il bagno veniva fatto in grandi vasche di legno con un panno di lino steso per proteggere il bagnante dalle schegge. Durante il Rinascimento e la Riforma protestante, si pensava che la qualità e le condizioni dell'abbigliamento (al contrario dell'effettiva pulizia del corpo) riflettessero l'anima di un individuo, il che portò la società ad interessarsi meno della pratica del bagno. Si dovrà aspettare l'Ottocento per avere una diffusione di bagni e gabinetti di toilette.

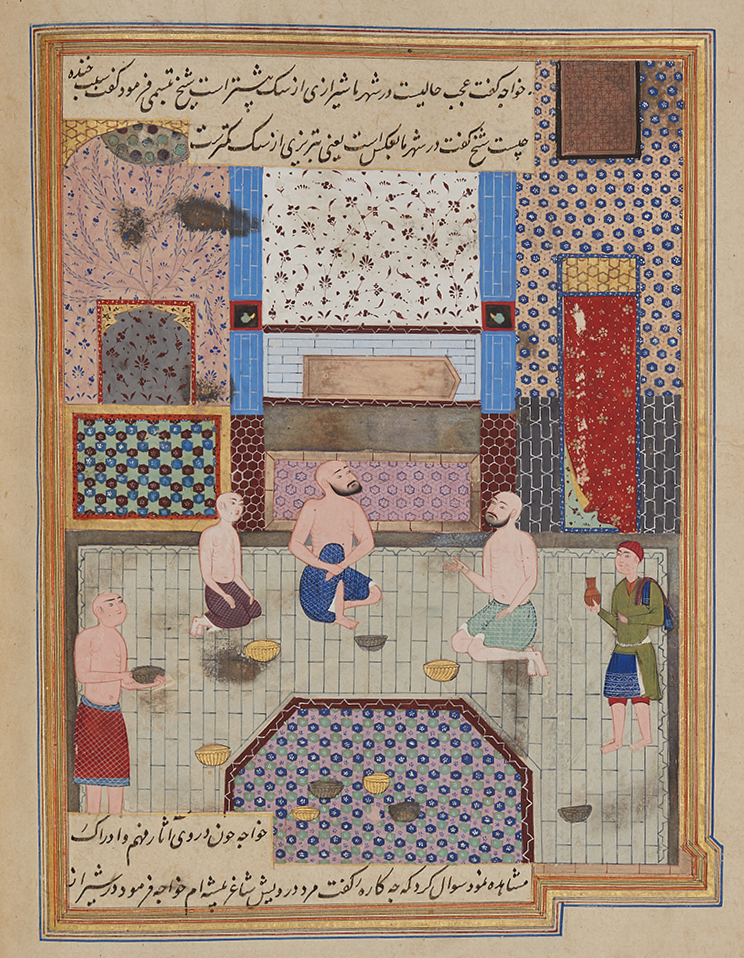
Miniatura islamica di un hammam, di Ahmad Muhammad Ghaffari

### Oriente Medio
Nel mondo bizantino, dopo la caduta dell'Impero romano, la tradizione di recarsi alle terme pubbliche è proseguita in continuità con le tradizioni precedenti. Nel VII e VIII secolo, i califfi Omayyadi facevano costruire splendide terme per bagnarsi nei loro palazzi. Nel periodo medievale, i bagni pubblici erano diventati una parte importante della vita comunitaria nel mondo islamico, con numerosi bagni publici in ogni città: si erano diffusi e popolarizzati anche negli altri territori conquistati, dall'Egitto alla Siria. Gli hammam erano diffusi come le moschee e le madrase nelle città, dato che rappresentavano un elemento centrale della religione islamica per il suo ruolo di purificazione. Sebbene gli hammam di tutto il Medio Oriente si assomigliassero tra loro per quanto riguarda lo schema di base, l'articolazione della struttura del bagno e la sua decorazione erano spesso dettate dal gusto artistico regionale o dalla pratica religiosa locale.
Il bagno negli hammam si faceva generalmente nudi, anche se ci si copriva nelle aree di riposo. I bagnanti usavano asciugamani (havli) e teli (peştamel), alcuni riccamente decorati, per asciugarsi e strofinarsi. Ci si bagnava gettandosi acqua con secchi e sudando nelle stanze calde. All'uscita, non era raro che le donne vestissero ricchi abiti e scarpe per mostrare il loro status sociale.

## Abbigliamento
Normalmente il bagno per la pulizia della persona viene praticato completamente nudi, in modo da pulire ogni parte del corpo. Questo accade nei bagni delle case o nelle stanze private dei bagni pubblici. Nelle situazioni di bagno in pubblico, vengono seguite le norme sociali della comunità e alcune persone indossando il costume da bagno o biancheria intima. I bagni terapeutici o il nuoto vengono di norma praticati con costumi da bagno.

## Bagni terapeutici
Sistemi di cura basati sull'immersione in acqua sono detti idroterapia. Gli effetti sono basati sugli stimoli a cui il corpo umano viene esposto: termici (caldo-freddo) e meccanici (massaggi dovuti al movimento dell'acqua). Quando la terapia si basa su bagni in acque minerali o termali si parla di balneoterapia.

## Tema nell'arte
Le scene di bagni nell'arte erano già nel medioevo un soggetto diffuso per i pittori. La maggior parte dei soggetti erano donne ritratte nude, ma l'interesse non era probabilmente tanto nel bagno in sé, ma piuttosto fornire un contesto per rappresentare la figura umana nuda. Dal medio evo, libri illustrati del tempo contenevano simili scene di bagno. Temi biblici e mitologici comprendenti bagni furono ritratti da numerosi artisti. Temi iconografici particolarmente diffusi furono il bagno di Betsabea e Susanna e i vecchioni.
Durante il Rinascimento e il Barocco, gli dei e le ninfe della mitologia greca furono ritratti fare il bagno in disegni allegorici da artisti come Tiziano Vecellio e François Boucher. Entrambi ritrassero Diana a bagno. 
Gli artisti continuarono a dipingere personaggi biblici nell'atto di fare il bagno e qualche volta ritrassero anche donne contemporanee fare il bagno in corsi d'acqua, come ad esempio Giovane donna al bagno in un ruscello di Rembrandt.
Nel XIX secolo, l'uso delle scene di bagno raggiunse i suoi punti più alti nel Classicismo, nel Realismo e nell'Impressionismo. Temi orientali, harem e bagni turchi divennero popolari. Queste scene erano basate sull'immaginazione degli artisti dato che l'accesso degli uomini a donne islamiche non era in genere permesso. 
Nella seconda metà del secolo gli artisti evitarono sempre più spesso il pretesto mitologico ed esotico e iniziarono a dipingere donne occidentali a bagno. Edgar Degas per esempio, eseguì oltre 100 dipinti con questo tema. Il soggetto rimase popolare anche nei circoli dell'Avanguardia all'inizio del XX secolo.
Artisti famosi che hanno rappresentato scene di bagno:
- Lawrence Alma-Tadema
- Pierre Bonnard
- William-Adolphe Bouguereau
- François Boucher
- Paul Cézanne
- Gustave Courbet
- Lucas Cranach il Giovane
- Edgar Degas
- Albrecht Dürer
- Anthony van Dyck
- Roger de La Fresnaye
- Paul Gauguin
- Jean-Léon Gérôme
- Albert Gleizes
- Jean-Auguste-Dominique Ingres
- Ernst Ludwig Kirchner
- Boris Kustodiev
- Max Liebermann
- Édouard Manet
- Jean Metzinger
- Pablo Picasso
- Pierre-Auguste Renoir
- Sebastiano Ricci
- Zinaida Serebriakova
- Joaquín Sorolla y Bastida
- Domenico Tintoretto
- Tiziano Vecellio
- Anders Zorn

### Galleria d'immagini

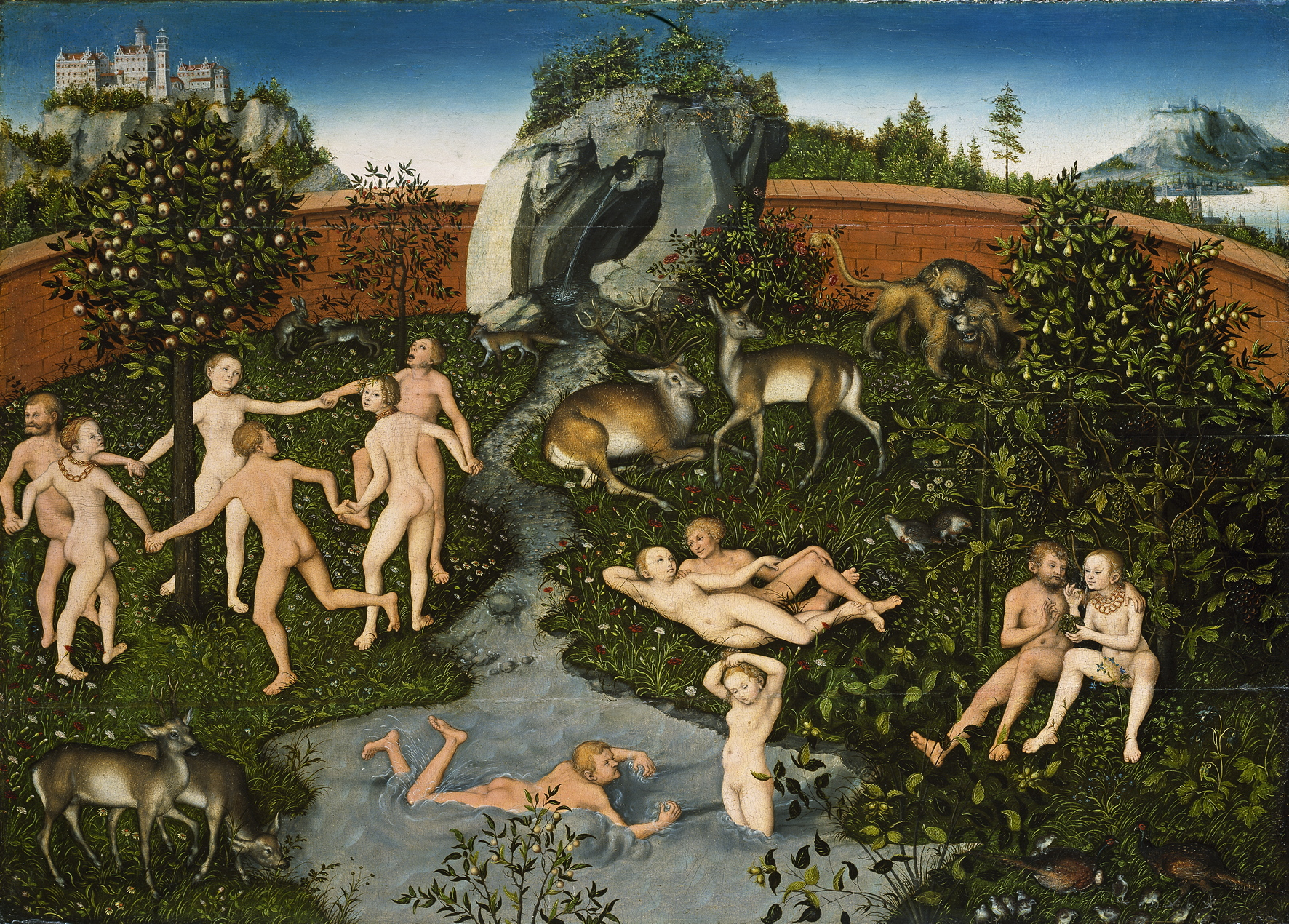
Lucas Cranach, L'età dell'oro, 1530
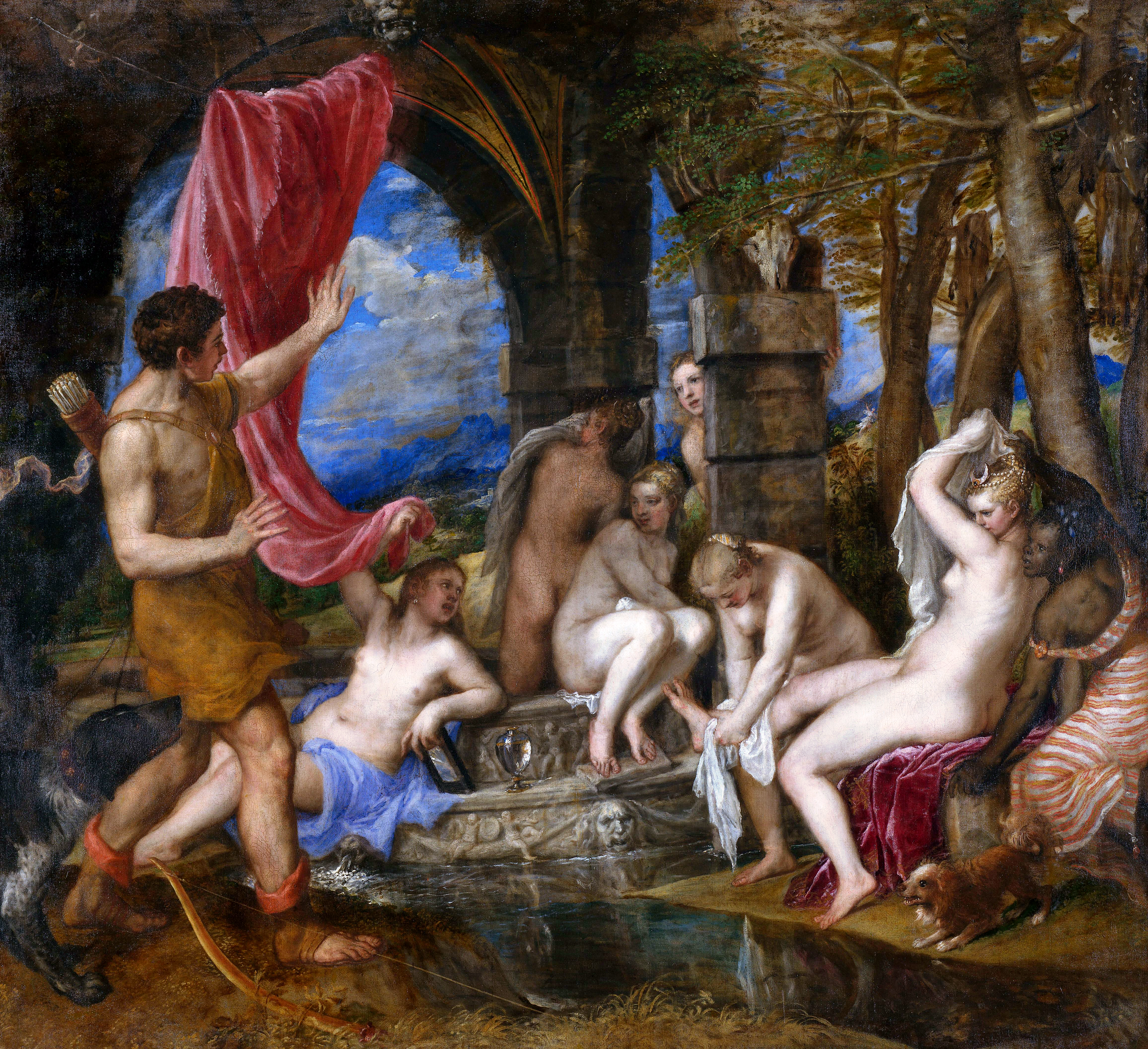
Tiziano, Diana e Atteone, 1559
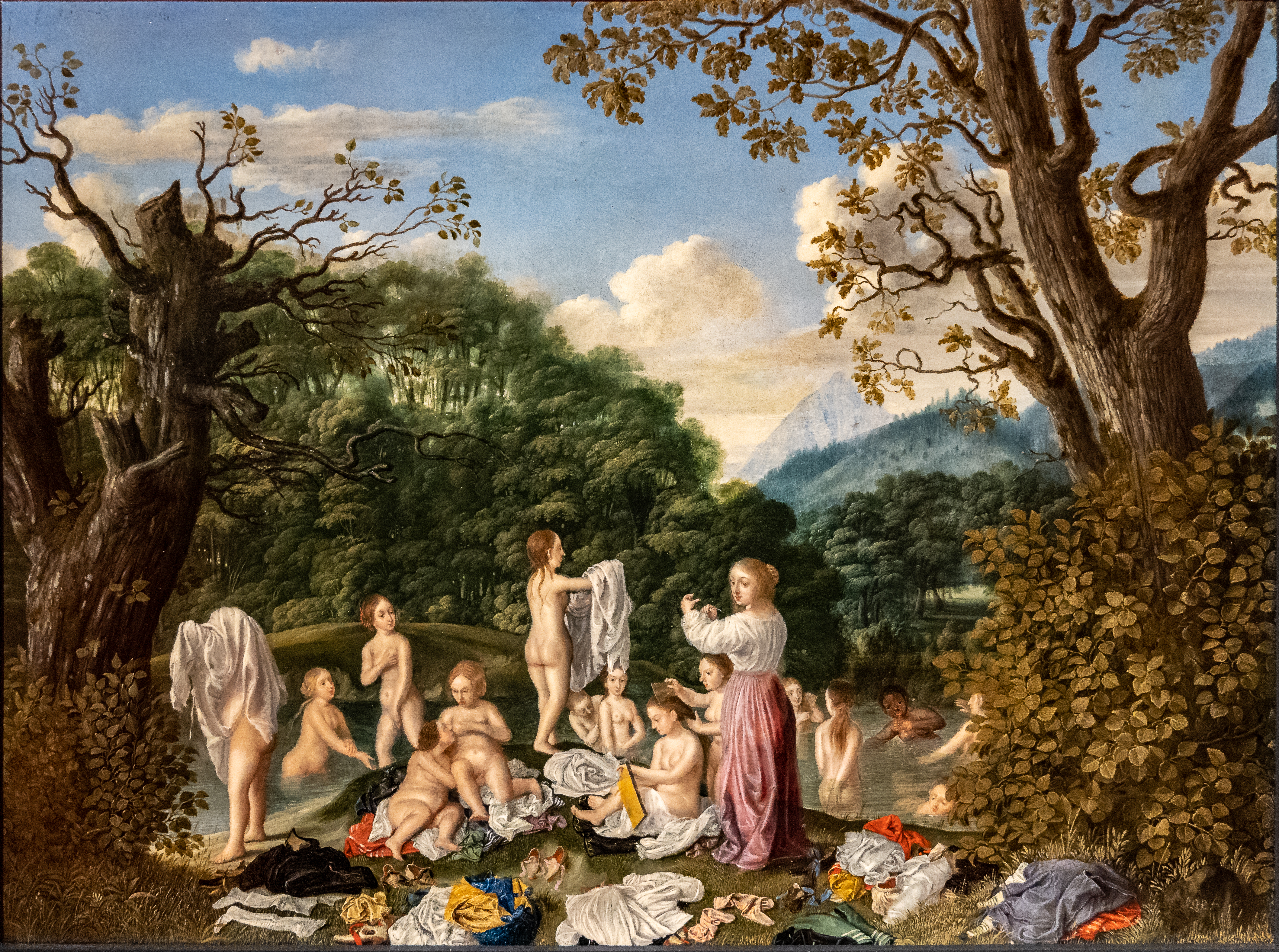
Wolfgang Heimbach, Damen baden im Fluss, 1640
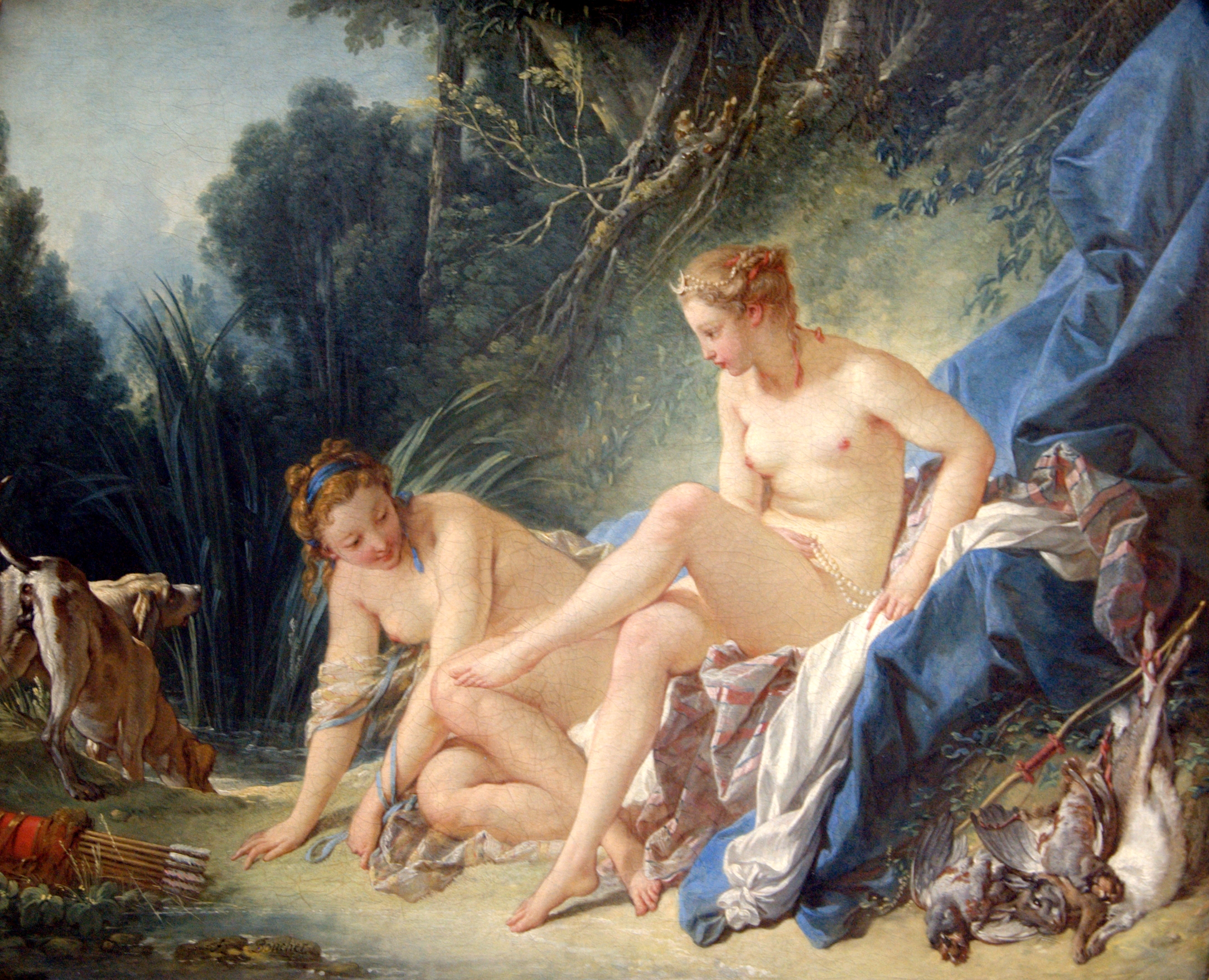
François Boucher, Diana al bagno, 1742
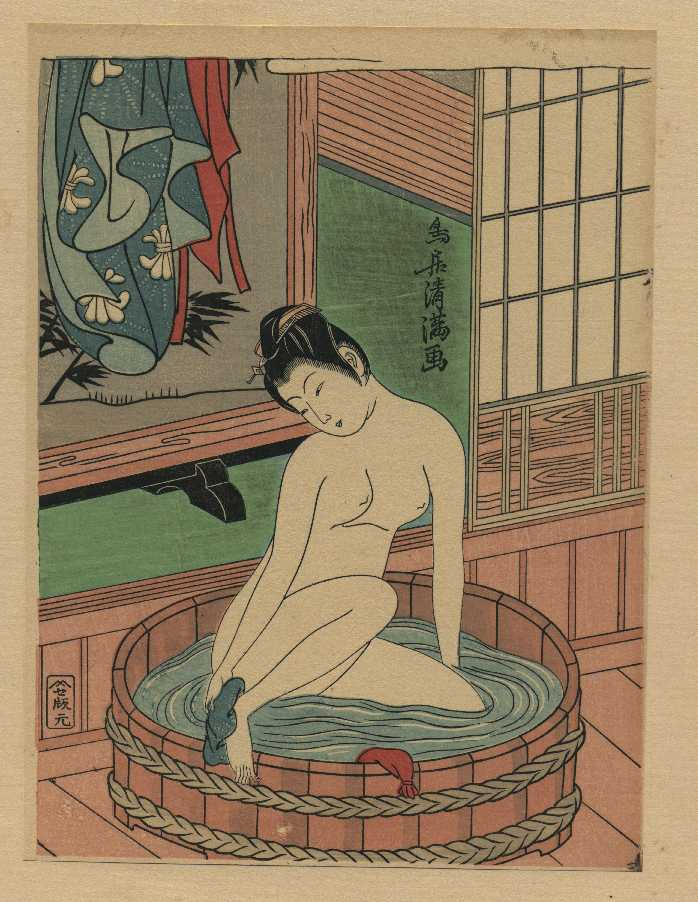
Torii Kiyomitsu, Donna al bagno, 1750
Jean-Auguste-Dominique Ingres, Il bagno turco, 1862
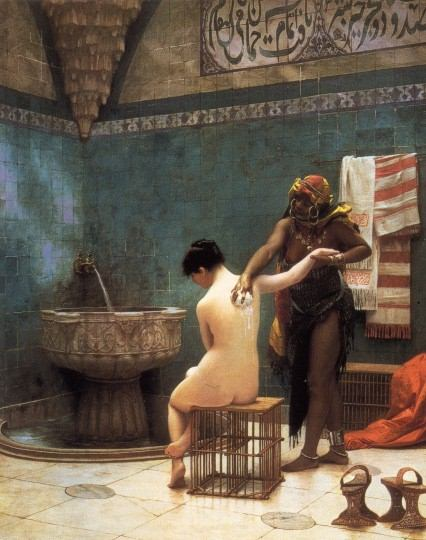
Jean-Léon Gérôme, Il Bagno, ca. 1880
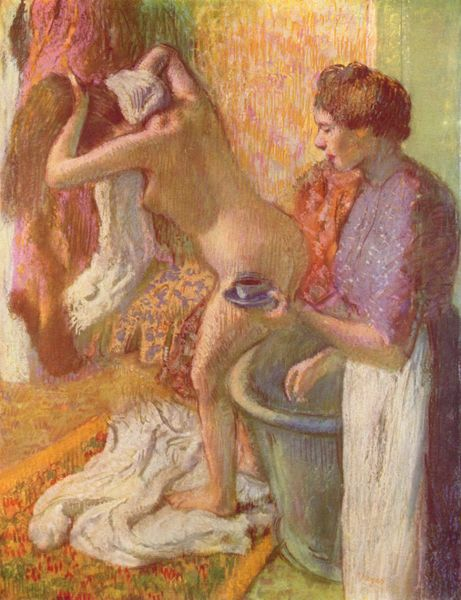
Edgar Degas, Dopo il bagno, ca. 1890
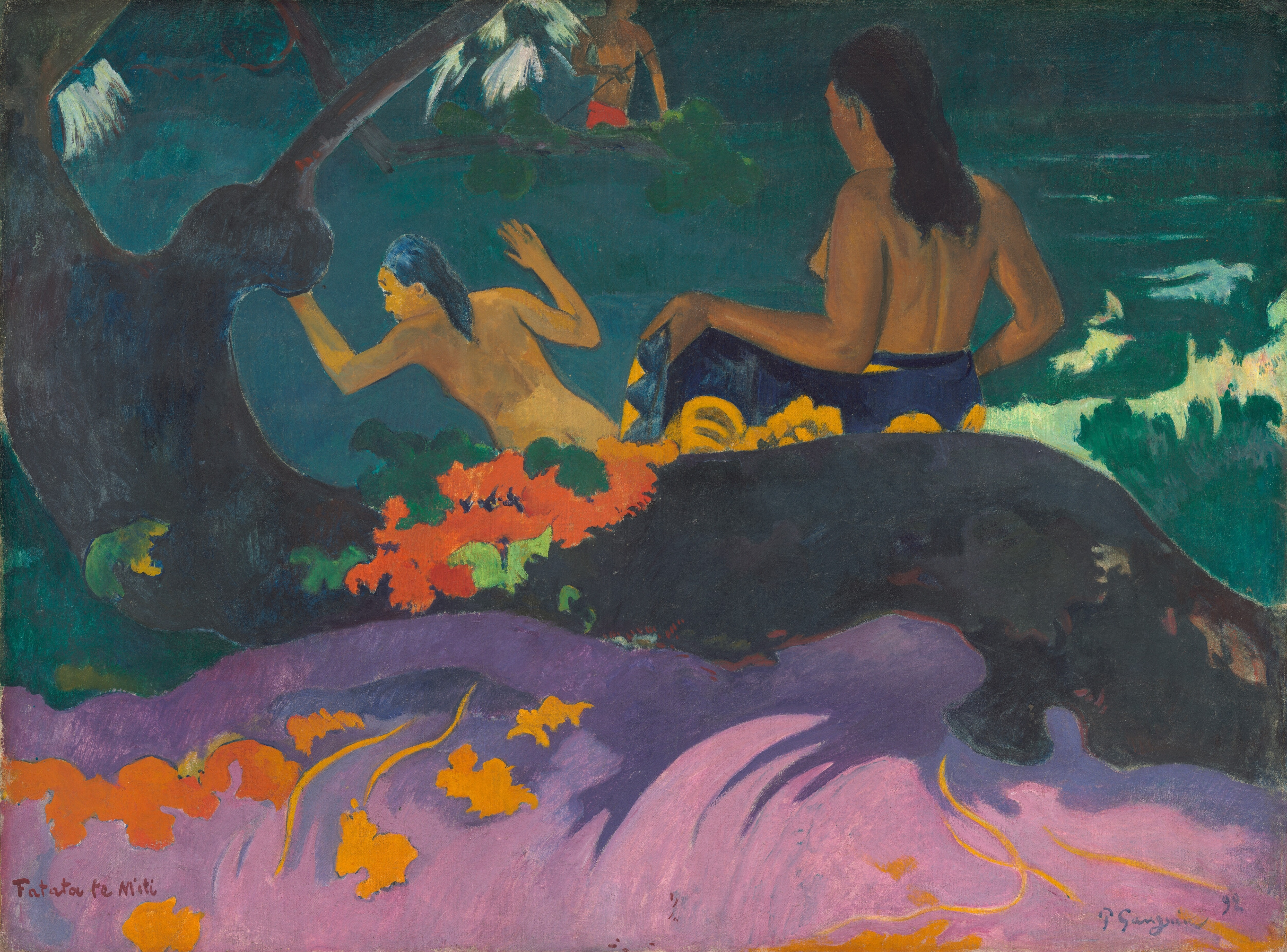
Paul Gauguin, In riva al mare, 1892
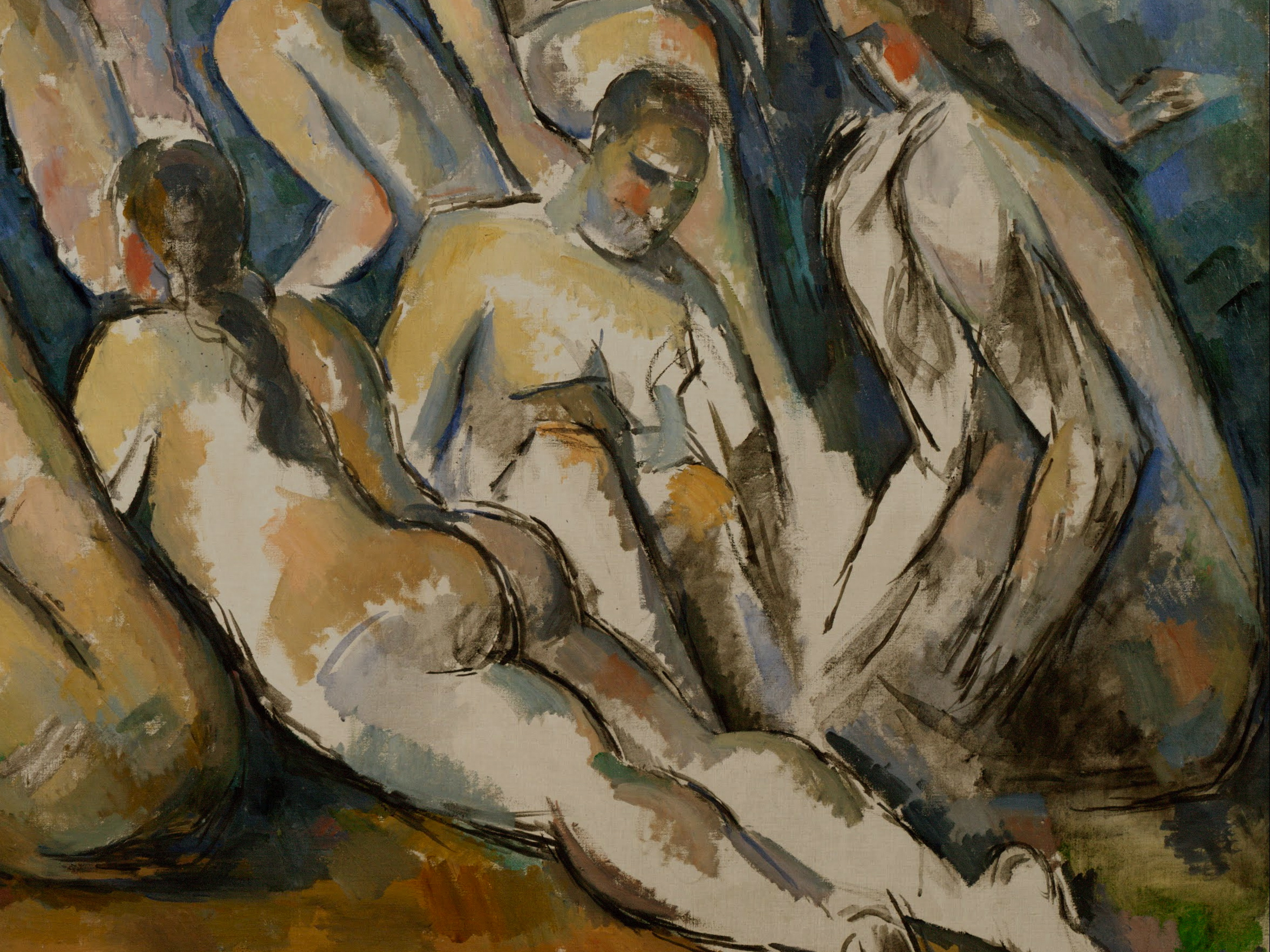
Paul Cézanne, Le grandi bagnanti, 1906 (dettaglio)
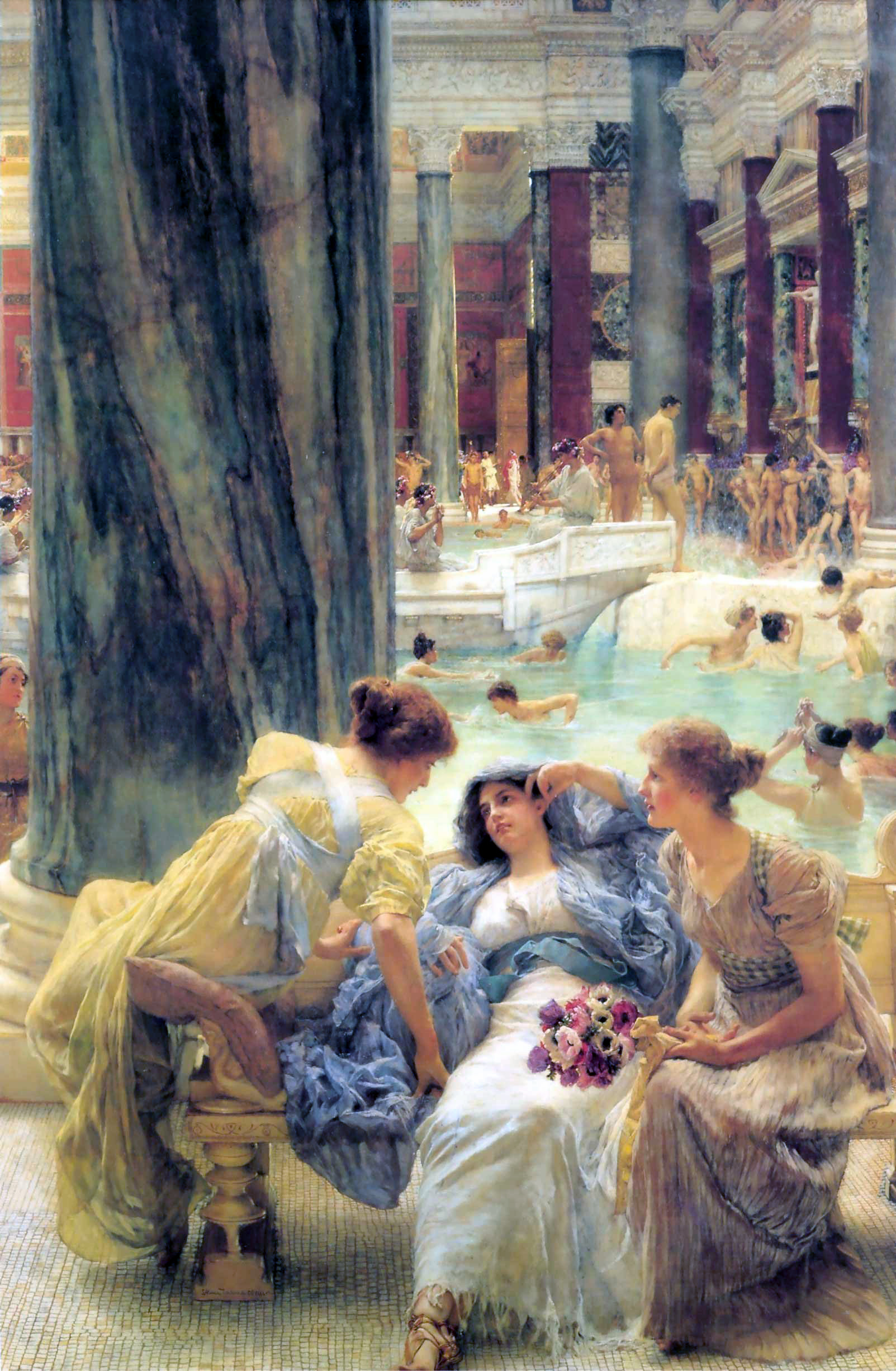
Lawrence Alma-Tadema, Le terme di Caracalla, 1899
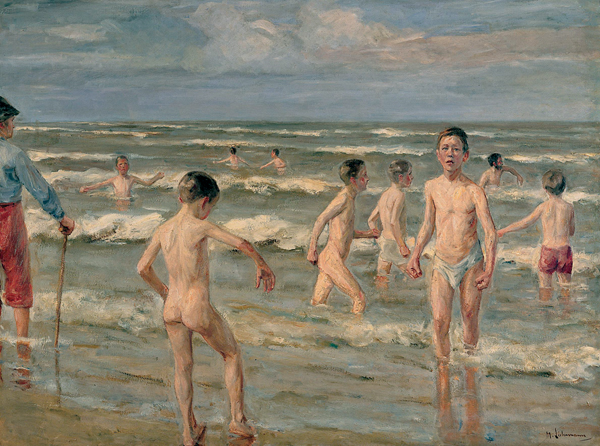
Max Liebermann, Ragazzi che fanno il bagno, 1900
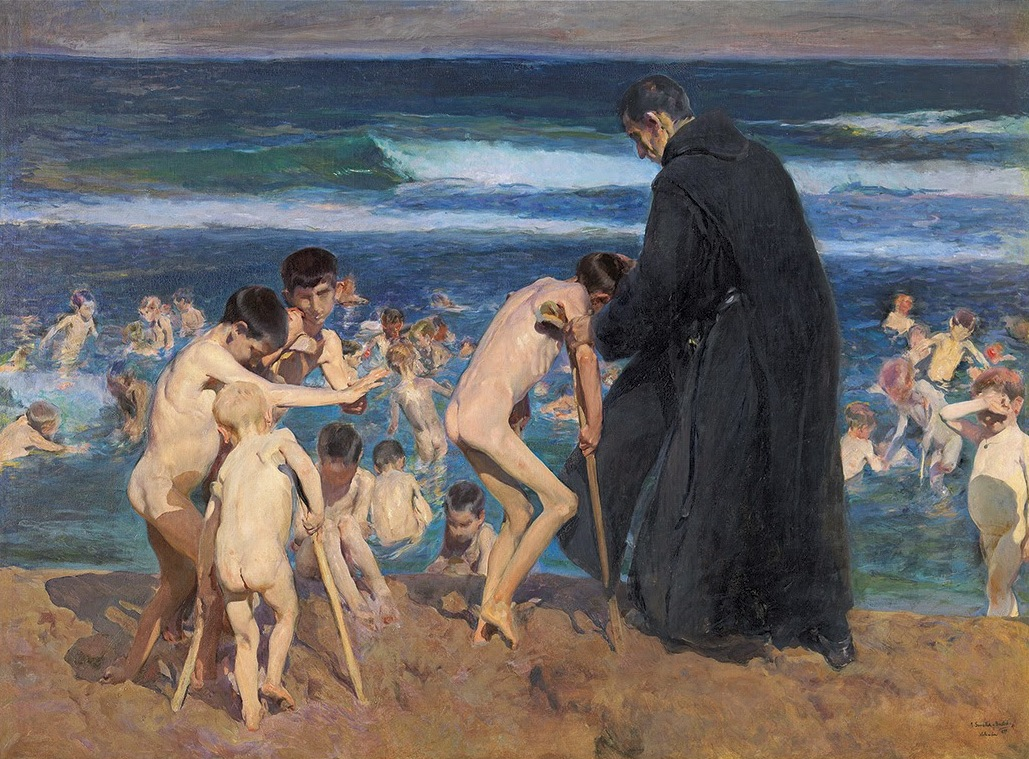
Joaquín Sorolla y Bastida, Triste eredità, 1900. Dei bambini infermi fanno il bagno in una spiaggia valenciana.
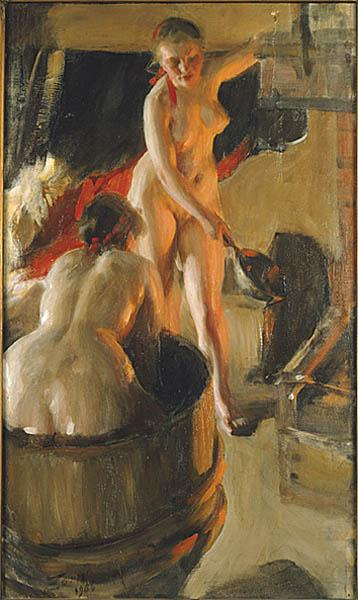
Anders Zorn, Ragazze di Dalarna che fanno il bagno, 1906
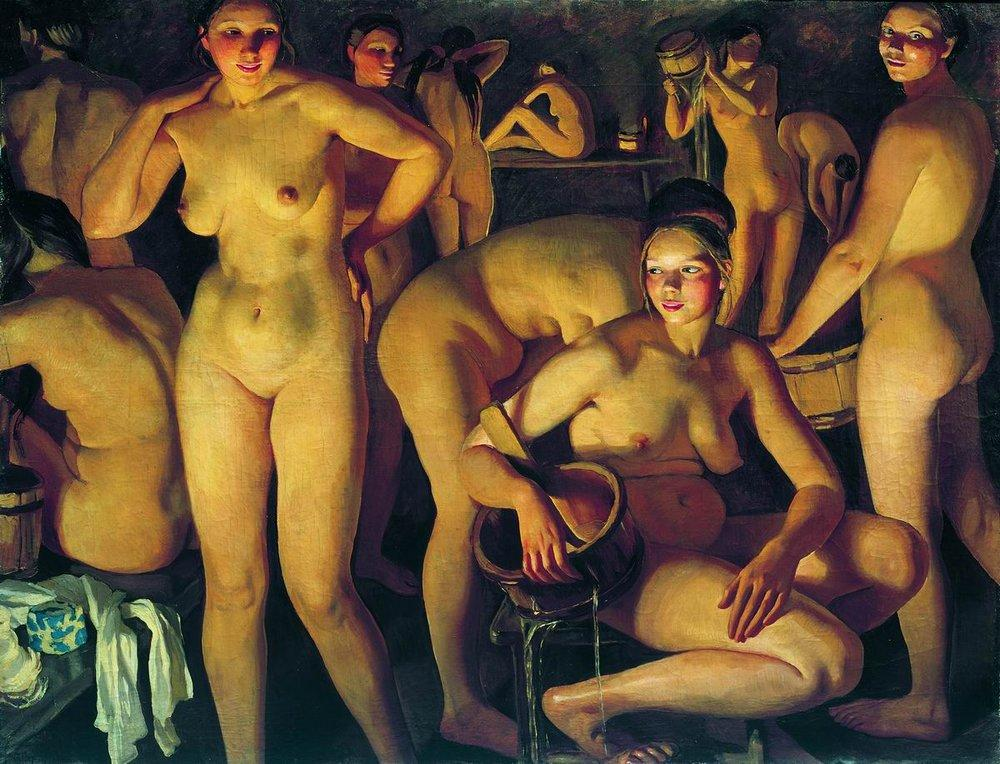
Zinaida Serebrjakova, Banja, 1913
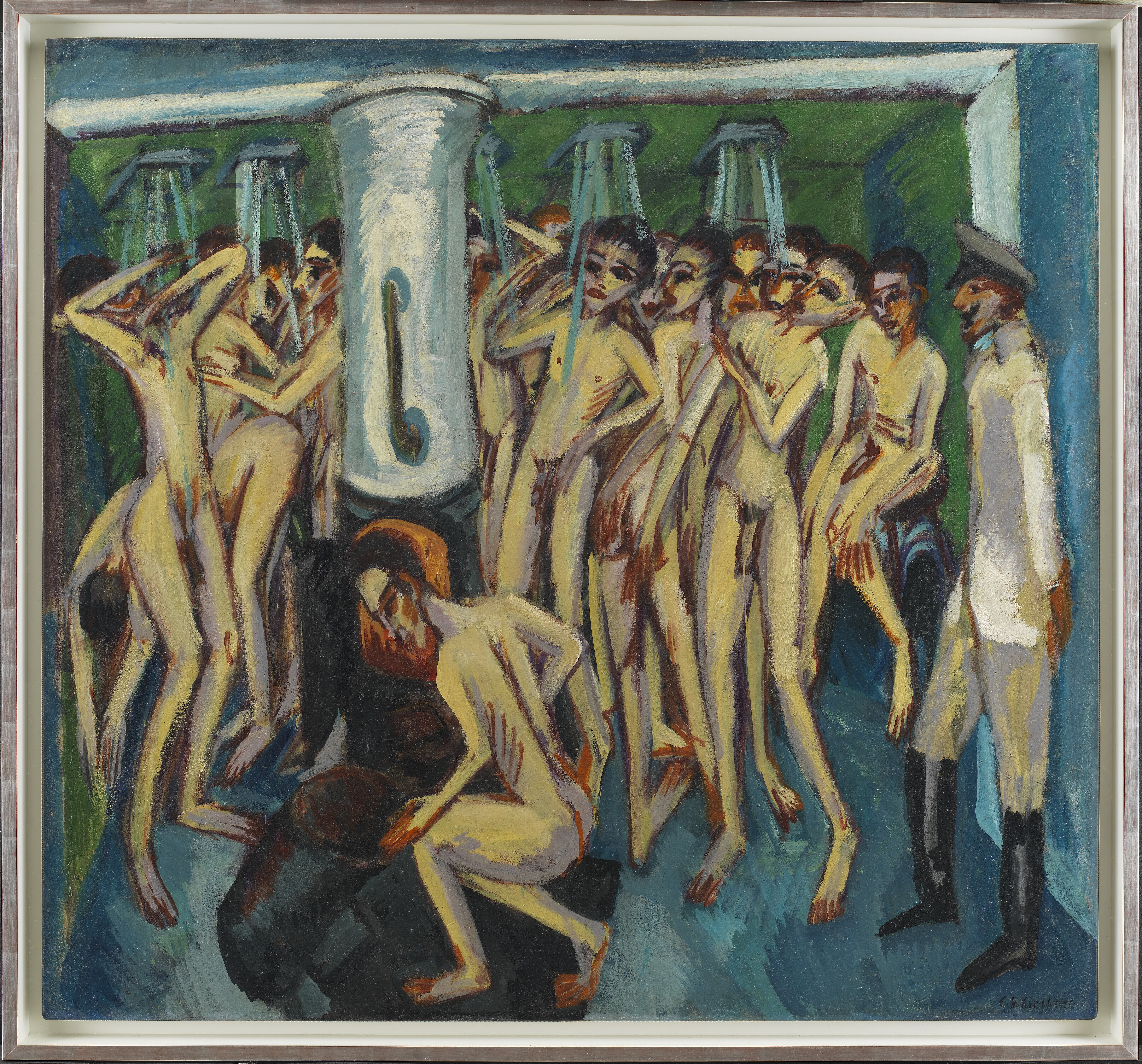
Ernst Ludwig Kirchner, Il bagno dei soldati, 1915
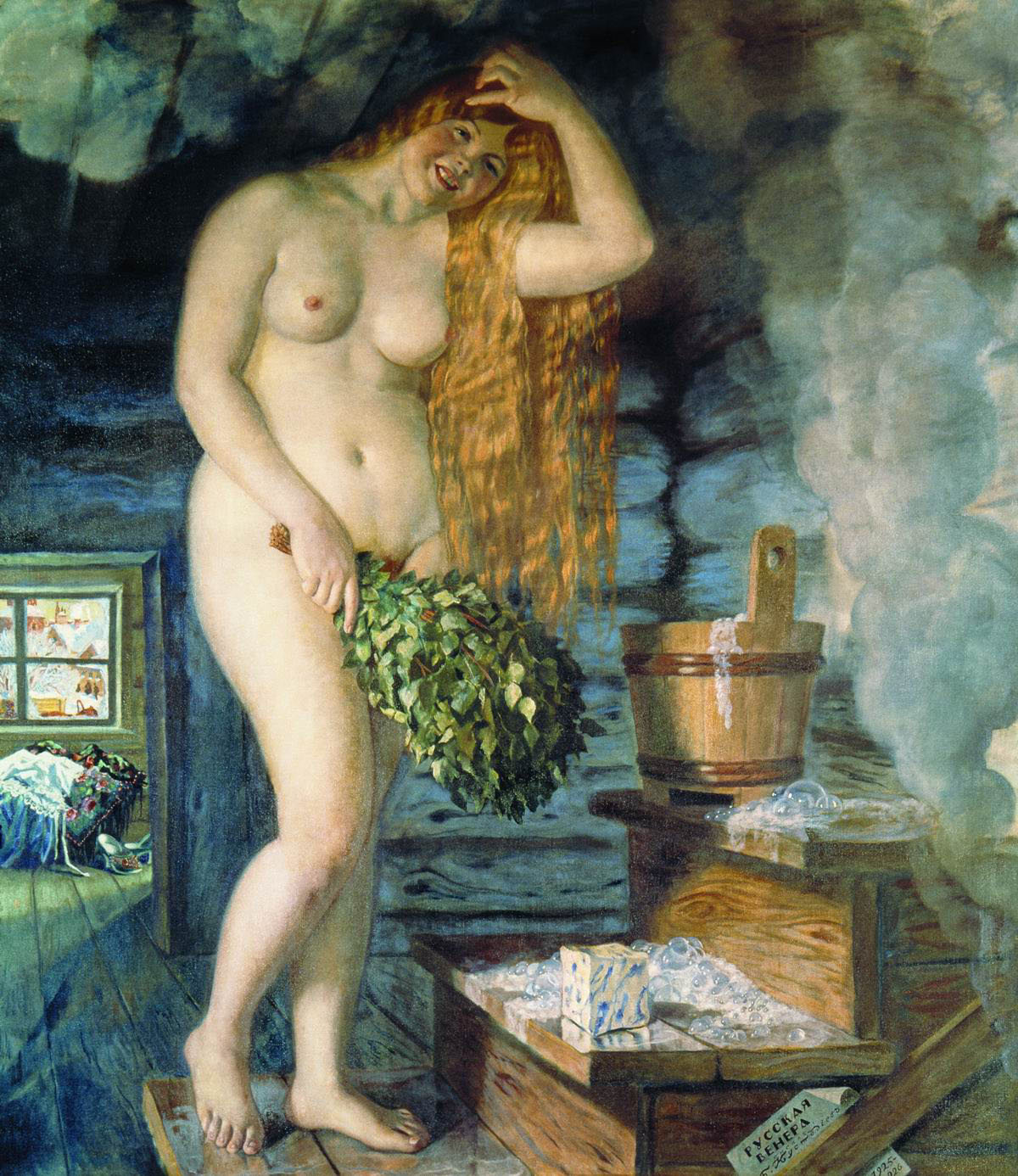
Boris Kustodiev, Venere russa, 1926
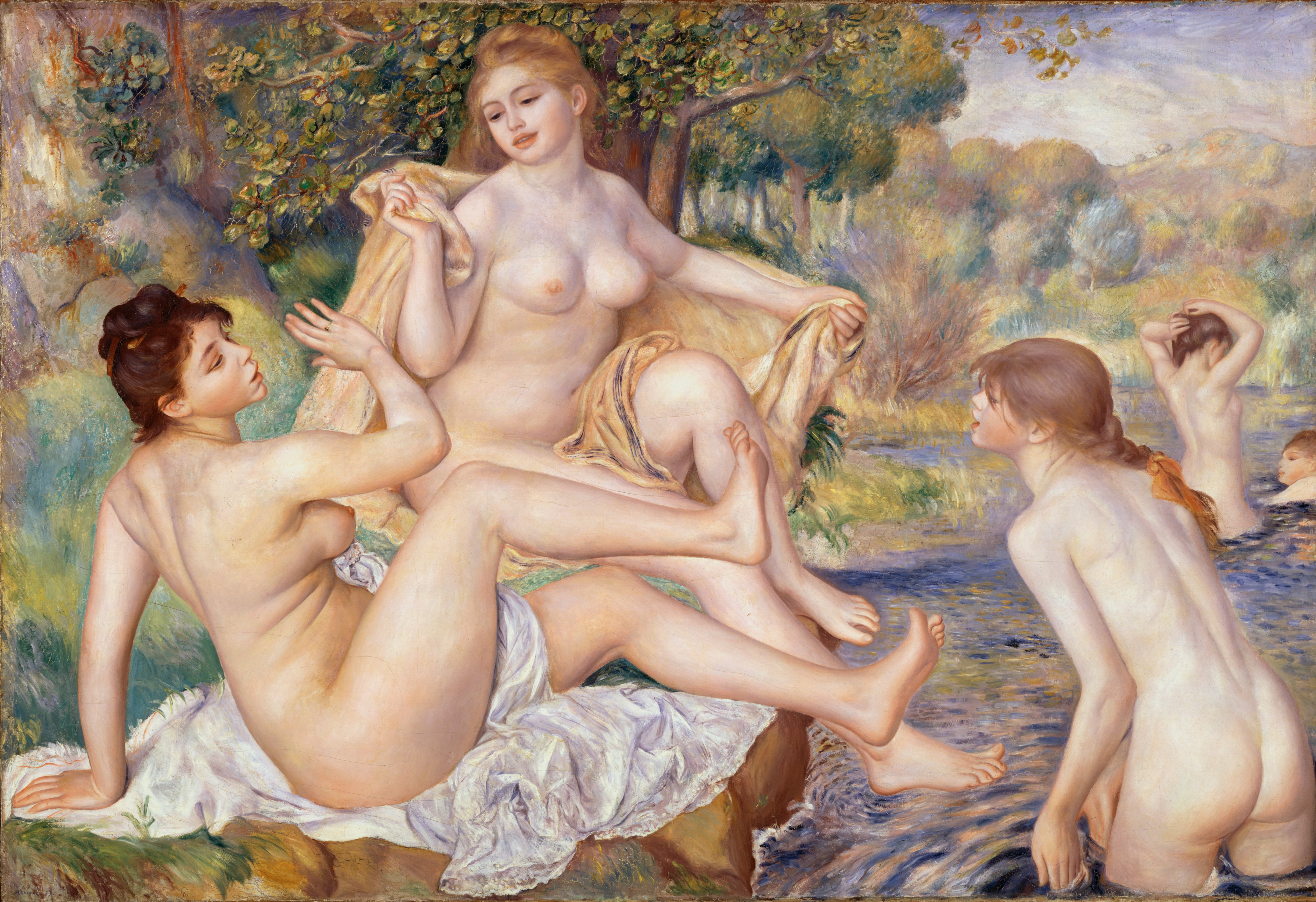
Pierre-Auguste Renoir, Le bagnanti, 1887
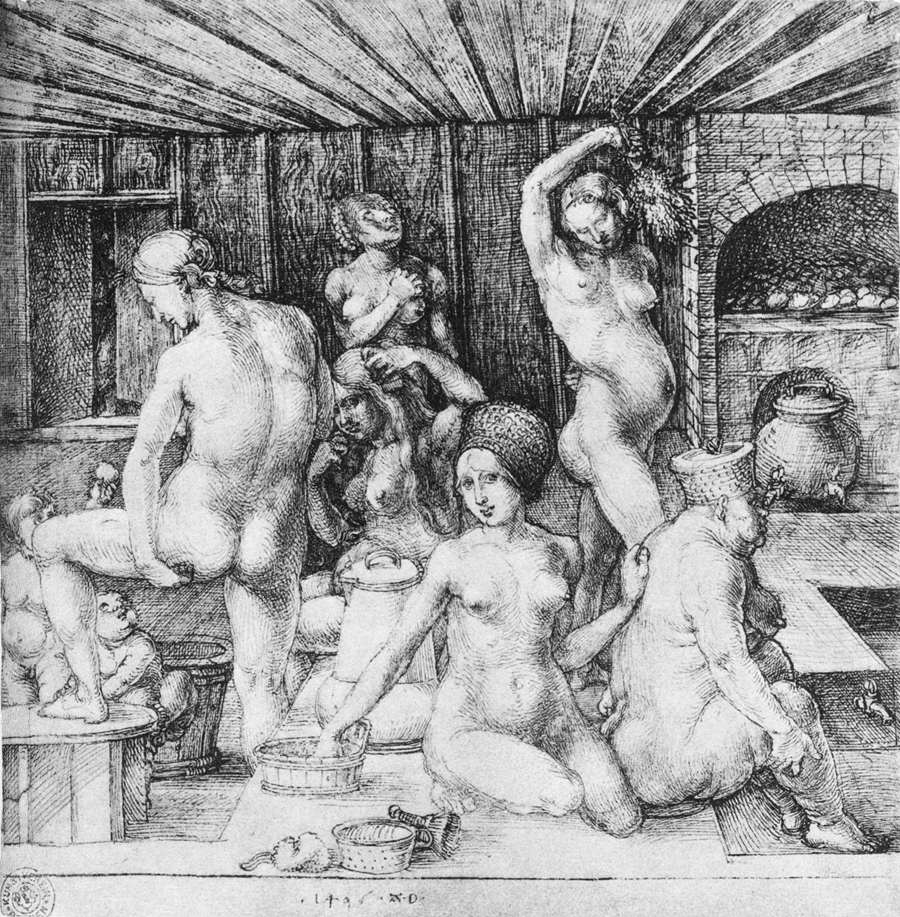
Albrecht Dürer, Bagno di donne, 1496